# Colònia Pernau
La Colònia Pernau és un nucli de població i una colònia tèxtil del municipi de Campdevànol (el Ripollès).
La colònia es troba al costat de la carretera N-152, al quilòmetre 112, al nord de Càmpdevànol, entre les colònies Molinou i l'Herand. En el seu origen era una colònia petita, poc desenvolupada i amb un conjunt força pobre. En la dècada dels 50 del segle xx s'hi van construir tres grups d'habitatges plurifamiliars per als obrers, la majoria dels quals actualment són habitats i de propietat particular. La fàbrica continua en funcionament sota la propietat de Tèxtil Viladecans SA.
La fàbrica ja estava en funcionament des de 1872. Al llarg del segle xix fou llogada a diferents industrials. El 1899, Salvador Julià, fabricant de Barcelona, després d'adquirir l'aprofitament a Lluís i Eusebi Baluis, va sol·licitar autorització per construir una nova resclosa. L'autorització va arribar el 1900 per a l'aprofitament d'un cabal de 2000 l/s, amb una resclosa de 38 m de llargada. L'aiguat del 1940 va malmetre la resclosa i no va ser fins tres anys més tard que l'empresa Algodones Creixell, SA, establerta a Pernau, va demanar autorització per reconstruir la resclosa i la casa comporta, segons projecte de Millet Maristany. El 1982 un altre aiguat va malmetre part del canal.